# 直方市消防本部
直方市消防本部（のおがたししょうぼうほんぶ）は、福岡県直方市の消防部局（消防本部）。管轄区域は直方市全域。

## 概要
出典による。
- 消防本部:直方市新町2丁目5番10号
- 管内面積:61.76km2
- 消防署1カ所
- 職員数:60名
- 配置車両[2]
  - 消防ポンプ車:1
  - 水槽付消防ポンプ車:1
  - 小型動力ポンプ付水槽車:1
  - 化学消防ポンプ自動車:1
  - 救助工作車:1
  - はしご車:1
  - 高規格救急車:4(予備:1)
  - 指揮車:1
  - 査察車:1
  - 連絡車:1
  - 資機材搬送車:1
  - 輸送車:1

## 沿革
出典による。
- 1948年（昭和23年）3月 - 直方市消防本部・直方市消防署設置

## 組織
- 本部 - 総務課、警防課、予防課
- 消防署 - 1部・2部

## 消防署
| 消防署       | 住所             |
| ------------ | ---------------- |
| 直方市消防署 | 新町2丁目5番10号 |